# Instytut Árniego Magnússona
Instytut Árniego Magnússona (Stofnun Árna Magnússonar í íslenskum fræðum) – instytut edukacji, nauki i kultury Islandii, który prowadzi badania nad językiem i innymi działami nauki z nim związanymi, a w szczególności nad językiem islandzkim i islandzką literaturą. Stawia ono sobie za cel rozpowszechnianie tych obszarów wiedzy oraz ochronę i rozwój zbiorów, które posiada lub przechowuje.
Nazwę instytut przyjął po Árnim Magnússonie, XVII–XVIII-wiecznym kolekcjonerze islandzkich średniowiecznych rękopisów. Instytut ten znajduje się w stolicy Islandii – Reykjavíku.